# Кравцев, Владимир Иванович
Владимир Иванович Кравцев (16 июля 1945, Челябинск, РСФСР — 27 сентября 2013, Москва, Российская Федерация) — российский юрист и организатор правоохранительной системы, заместитель Генерального прокурора РФ (1993—1994).

## Биография
В 1968 г. окончил Свердловский всесоюзный юридический заочный институт.
- 1963—1965 гг. — секретарь судебного заседания Тракторозаводского районного суда Челябинска, затем — следователь прокуратуры Челябинской области, где прошел путь до первого заместителя областного прокурора,
- 1965—1973 гг. — старший следователь прокуратуры города Троицка. затем — старший следователь прокуратуры Челябинской области. При расследовании в 1969 г. уголовного дела о бандитском вооруженном нападении на Аргаяшское отделение государственного банка, он выявил более десятка иных преступлений, совершенных этими же лицами в разных регионах страны.
- 1973—1977 гг. — прокурор Ленинского района Челябинска,
- 1978—1980 гг. — заместитель прокурора Челябинска,
- 1980—1981 гг. — первый заместитель прокурора Челябинской области,
- 1981—1986 гг. — заместитель начальника следственного управления прокуратуры РСФСР, заместитель начальника Главного следственного управления прокуратуры СССР,
- 1986—1989 гг. — прокурор Башкирской АССР,
- 1989—1991 гг. — заместитель Генерального прокурора СССР по следствию,
- 1992—1993 гг. — заместитель, первый заместитель прокурора Московской области,
- 1993—1994 гг. — заместитель Генерального прокурора Российской Федерации по следствию. Осуществлял руководство расследованием событий 3-4 октября 1993 г., выполнял решение Государственной думы  РФ об освобождении в связи с амнистией членов «ГКЧП» из следственного изолятора «Матросская тишина».

В июне 1994 г. вышел в отставку. Стал адвокатом, членом Президиума Московской коллегии адвокатов «Адвокатское партнерство».
В 2007 г. он был инициатором создания региональной общественной организации «Союз ветеранов следствия», являлся её председателем.
Заслуженный юрист Российской Федерации.
Национальная ассоциация организаций ветеранов следственных органов «Союз ветеранов следствия» в 2015 году опубликовала в электронной библиотеке книгу "Воспоминания о В.И. Кравцеве" 